# Stoisław, West Pomeranian Voivodeship
Stoisław [ˈstɔi̯swaf] (tiếng Đức: Karlshof)  là một ngôi làng thuộc quận hành chính của Gmina Będzino, thuộc quận Koszalin, West Pomeranian Voivodeship, ở phía tây bắc Ba Lan. Nó nằm khoảng 6 kilômét (4 mi) phía đông Będzino, 8 km (5 mi) phía tây bắc Koszalin và 133 km (83 mi) về phía đông bắc của thủ đô khu vực Szczecin.
Trước năm 1945, khu vực này là một phần của Đức. Đối với lịch sử của khu vực, xem Lịch sử của Pomerania.

Ngôi làng có dân số 570 người. 
1. ↑  M. Kaemmerer (2004). Ortsnamenverzeichnis der Ortschaften jenseits von Oder u. Neiße (bằng tiếng Đức). ISBN 3-7921-0368-0.
2. ↑  "Central Statistical Office (GUS) - TERYT (National Register of Territorial Land Apportionment Journal)" (bằng tiếng Ba Lan). ngày 1 tháng 6 năm 2008.